# Сальдерн, Каспар
Каспар Сальдерн (1711—1788) — русский дипломат, действительный тайный советник.
Учился в Киле, затем изучал право в Геттингене и вступил на службу в герцогстве Голштейн-Готторпском. В 1744 г. он был юстиц-ратом и имел служебное столкновение со своим начальником, графом фон Дернахом. Чтобы улучшить служебное положение, он в 1751—1752 приехал в Санкт-Петербург к наследнику русского престола, великому князю Петру Фёдоровичу, хотя голштинским тайным советом такие поездки всем служащим были запрещены. Сальдерн добился расположения великого князя; он получил чин статского советника, затем стал членом тайного совета, в 1761 г. — президентом генерал-директориума; он был в это время одним из самых влиятельных деятелей в Голштинии.
По воцарении Петра Фёдоровича Сальдерн вместе с русским посланником в Дании И. А. Корфом был назначен на конференцию, которая должна была заседать в Берлине для разрешения Готторпского вопроса. С воцарением Екатерины II, Сальдерн был отозван в Россию.
Он стал одним из советников Н. И. Панина в иностранной политике. В начале 1766 г., в чине тайного советника, Сальдерн был отправлен представителем от Голштинии в Копенгаген, чтобы там, совместно с русским послом М. М. Философовым завершить переговоры по готторпскому вопросу. Проездом через Берлин в начале мая 1766 г., Сальдерн
дважды встречался с Фридрихом II, безуспешно пытаясь сделать того сторонником т.наз. «Северного аккорда».
Предварительный трактат по урегулированию Готторпского вопроса был подписан 22.11.1767 г. 16.03.1768 г. Сальдерн покончил также и старые споры Голштинии с Гамбургом. Все участники этих переговоров были щедро награждены с обеих сторон.
В России Сальдерн стал одним из видных людей в придворных и дипломатических кругах. Он особенно сблизился с английским посолом лордом Чарльзом Кэткартом, постоянно доносившем своему министерству о способностях Сальдерна и его влиянии в Коллегии иностранных дел. Когда к концу 1770 г. посол в Варшаве М. Н. Волконский стал настойчиво просить о своём отзыве из Польши, преемником его стал Сальдерн.
Представленные Сальдерном соображения «о мерах к водворению в Польше порядка и упрочению там русского влияния» были вполне одобрены императрицей, в присутствии его самого прочитаны в Совете, в заседаниях 17.02.1771 г, и затем подписаны 5.03 в качестве инструкции ему. В середине апреля 1771 г. Сальдерн прибыл в Варшаву. К польскому правительству Сальдерн относился чрезвычайно резко и властно, от короля потребовал письменное обязательство во всем следовать его, посла, указаниям и ничуть не способствовал делу внутреннего успокоения Польши и упрочению там русского влияния.
В конце 1771 г. совершенно неожиданно для себя Сальдерн получил от Панина информацию о первом разделе Польши и будучи, естественно, очень недоволен тем, что такое важное решение принято без его ведома, просил об отозвании из Варшавы. В августе 1772 г. он заменён был на этом посту М. Штакельбергом.
В 1773 г. Сальдерн принял участие в завершающем обмене владениями, окончательно урегулировавшем Готторпский вопрос. Во время пребывания за границей раскрылась затеянная им в Петербурге интрига против Н. И. Панина. В это же время Сальдерн склонял великого князя Павла Петровича к тому, чтоб он выдал ему письменное разрешение добиваться для него соправительства с матерью-императрицей. Императрица была чрезвычайно раздражена поступком Сальдерна. В первую минуту она хотела, чтобы он доставлен был в С.-Петербург в кандалах; но затем ограничилась тем, что лишила его русских чинов; он был отставлен также и от голштинской службы. Последнее время жизни он провёл частью в Киле, частью в своём имении Ширензее, где он жил с чрезвычайной пышностью и устроил знаменитые в своё время сады.